# 脱分極
生物学において、脱分極（だつぶんきょく、英: depolarization）または低分極（ていぶんきょく、英: hypopolarization）は、細胞内の電荷分布が変化し、細胞内の負電荷が細胞外よりも少なくなることをいう。脱分極は、多くの細胞の機能、細胞間の伝達、そして生物の全体的な生理機能にとって不可欠である。

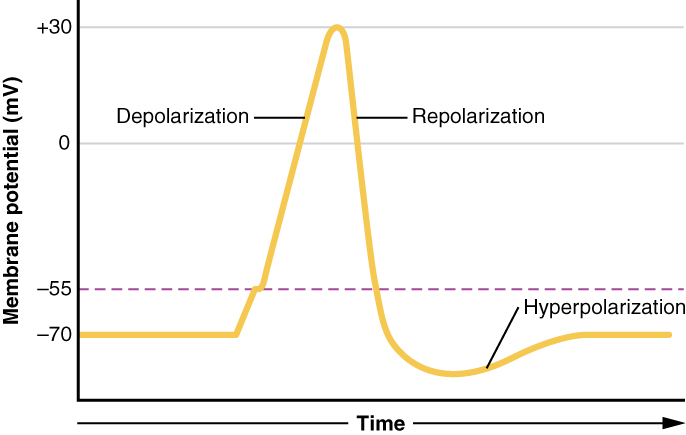
神経細胞の活動電位の段階。細胞膜を横切って測定された電圧を時間に対してプロットすると、活動電位のイベントを膜電位の変化に関連付けることができる。活動電位は脱分極(depolarization)で始まり、続いて再分極(repolarization)が起こり、静止電位を超えて過分極(hyperpolarization)になり、最後に静止電位に戻る。静止電位は約-70 mVである。

高等生物のほとんどの細胞では、細胞外部に対して負に帯電した内部状態を維持している。この電荷の差は細胞の膜電位（英: membrane potential）と呼ばれる。脱分極の過程で、細胞の負の内部電荷は一時的に正電荷側に寄る（負電荷が減る）。この負から正への膜電位への変化は、活動電位（英: action potential）を含む、いくつかの過程で起こる。活動電位が起こると、脱分極は非常に大きくなり、細胞膜を横切る電位差の極性が短時間に反転し、細胞内部が正に帯電する。
電荷の変化は、典型的には細胞内へのナトリウムイオンの流入によって起こるが、あらゆる種類のカチオン（陽イオン）の流入や、あらゆる種類のアニオン（陰イオン）の流出によっても起こりうる。脱分極の反対は過分極（英: hyperpolarization）と呼ばれる。
生物学における「脱分極」という言葉の用法は、物理学における用法とは異なり、物理学では極性（つまり、正か負かに関わらず、あらゆる電荷の存在）が 0（ゼロ）に変化する状況を指す。
脱分極は、過分極（英: hyperpolarization）と対立するものとして、低分極（英: hypopolarization）と呼ばれることもある。

## 生理学
脱分極のプロセスは、ほとんどの細胞が本来持っている電気的性質に完全に依存している。細胞が静止しているとき、細胞は静止電位（英: Resting potential）と呼ばれる状態を維持する。ほぼすべての細胞で起こる静止電位により、細胞内は細胞外と比べて負の電荷を持つことになる。この電気的不均衡を維持するために、イオンが細胞膜を横切って輸送される。細胞膜を横切るイオンの輸送は、イオンチャネル、ナトリウム-カリウムポンプ、電位依存性イオンチャネルなど、細胞膜に埋め込まれて細胞内外へのイオンの経路として機能する、数種類の膜貫通タンパク質によって行われる。

### 静止電位
細胞が脱分極する前に、細胞内に静止電位が確立されていなければならない。細胞が静止電位を確立する機構にはさまざまなものがあるが、多くの細胞が従う典型的な静止電位生成パターンがある。細胞はイオンチャネル、イオンポンプ、電位依存性イオンチャネルを利用して、 細胞内に負の静止電位を発生させる。しかし、細胞内に静止電位が生じる過程で、細胞外にも脱分極に有利な環境を形成する。ナトリウム-カリウムポンプは、脱分極のために細胞内外の条件を最適化することに大きく関与している。
正電荷を帯びたカリウムイオン（K+）2個を細胞内に送り込むごとに、正電荷を帯びたナトリウムイオン（Na+）3個を細胞外に送り出すことによって、細胞の静止電位が確立されるだけでなく、細胞外のナトリウム濃度と、細胞内のカリウム濃度がそれぞれ増加することで、好ましくない濃度勾配が生じる。細胞内にはカリウムが、細胞外にはナトリウムが過剰に存在するが、生成した静止電位は細胞膜の電位依存性イオンチャネルを閉じたままとし、細胞膜を通過したイオンが濃度の低い領域に拡散するのを防ぐ。
さらに、細胞内部に正電荷をもつカリウムイオンが高濃度に存在するにもかかわらず、ほとんどの細胞は（負電荷をもつ）内部成分を含んでおり、これらの累積によって負の内部電荷が確立される。

### 脱分極

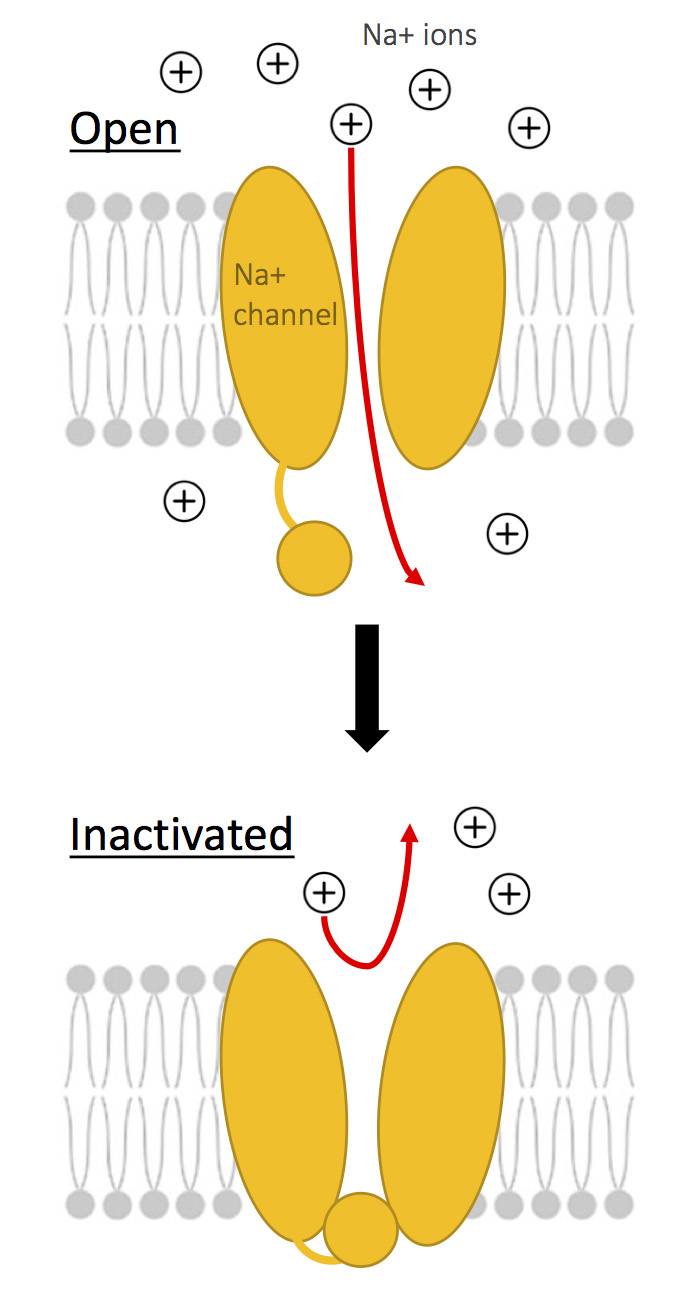
電位依存性ナトリウムチャネルの模式図。（上）開いているチャネルからNa^{+}イオンが流入して脱分極が起こる。（下）チャネルが閉鎖／不活性化して脱分極が終わる。

静止電位を確立した後、細胞は脱分極を起こす能力を持つ。脱分極中、膜電位は負から正に急速に変化する。細胞内部でこのような急激な変化が起こるためには、細胞膜に沿ったいくつかのイベントが起こらなくてはならない。ナトリウム-カリウムポンプが作動し続ける間、細胞が静止電位にある間は閉じていた電位依存性ナトリウムチャネルとカルシウムチャネルが、電圧の初期変化に呼応して開く。ナトリウムイオンが急速に細胞内に戻ると、細胞内に正の電荷が加わり、膜電位が負から正に変化する。細胞内がさらに正に帯電すると、細胞の脱分極が完了し、チャネルは再び閉じる。

### 再分極
細胞は脱分極の後、内部電荷に最後の変化を受ける。脱分極に続いて、細胞が脱分極している間に開いていた電位依存性ナトリウムイオンチャネルは再び閉じる。細胞内の正電荷が増加すると、今度はカリウムチャネルが開く。カリウムイオン（K+）は電気化学的勾配を下り始める（濃度勾配と新たに確立された電気勾配の恩恵によって）。カリウムが細胞外へ移動すると、細胞内の電位は低下し、再び静止電位に近づく。ナトリウム-カリウムポンプは、この過程全体を通じて継続的に作動する。

## 過分極
再分極の過程で、細胞の電位がオーバーシュートする（通り越す）。カリウムイオンは神経繊維から移動し続けるので、静止電位を通り超し、新たな細胞電位は静止電位よりもさらに負になる。これを過分極（英: hyperpolarization）という。すべての電位依存性イオンチャネルが閉じ、ナトリウム-カリウムイオンポンプが活動することによって、最終的に静止電位は回復する。

## 神経細胞

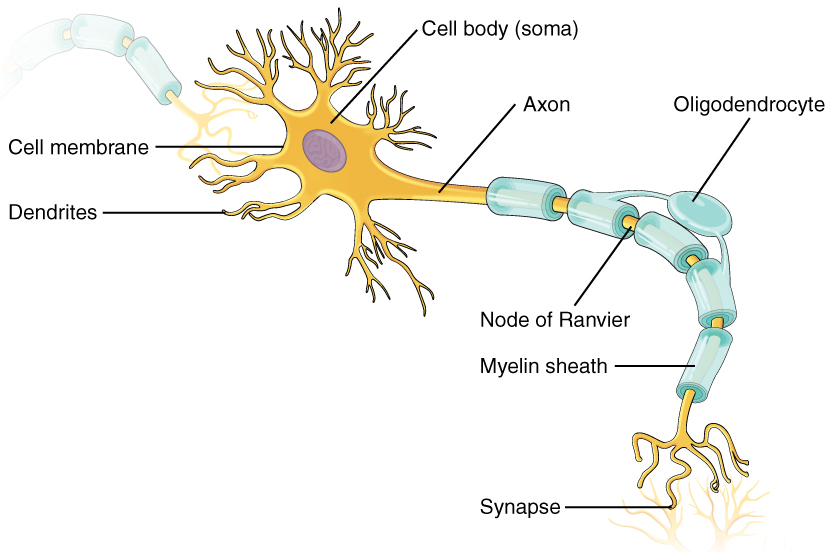
神経細胞の構造

脱分極は、人体の多くの細胞の機能にとって不可欠であり、その例として、神経細胞（ニューロン）内、および2つの神経細胞間での刺激の伝達があげられる。刺激の受容、それらの刺激の神経統合、および刺激に対する神経細胞の応答はすべて、神経細胞内または神経細胞間で刺激を伝達するために脱分極を利用する神経細胞の能力に依存している。

### 刺激に対する反応
神経細胞への刺激は、物理的、電気的、または化学的であり、刺激される神経細胞を抑制することも興奮させたることもできる。抑制性刺激（英: inhibitory stimulus）は神経細胞の樹状突起に伝達され、神経細胞の過分極（英: hyperpolarization）を引き起こす。抑制刺激に続く過分極は、神経細胞内の電位を静止電位よりさらに低下させる。すなわち、抑制刺激は、神経細胞を過分極させることで、脱分極が起こるために克服しなければならないより大きな負電荷をもたらす。一方、興奮性刺激（英: excitation stimulus）は、神経細胞内の電圧を上昇させ、静止電位状態の同じ神経細胞よりも脱分極しやすくする。興奮性であるか抑制性であるかに関係なく、刺激は神経細胞の樹状突起を伝わって細胞体に到達し、 統合される。

### 刺激の統合

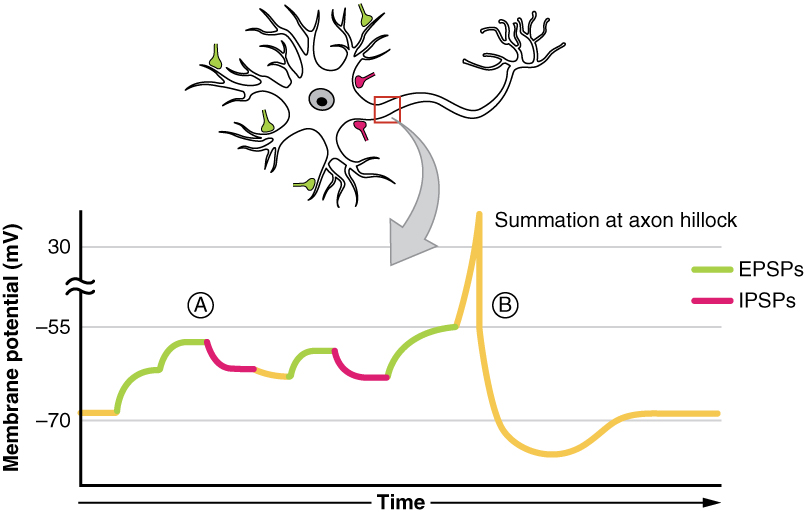
軸索小丘における刺激の総和。興奮性刺激と抑制性刺激が統合されて最終的な膜電位を決定する。

刺激が細胞体に到達すると、その神経が反応する前に、神経はさまざまな刺激を統合しなければならない。樹状突起を伝わってきた刺激は軸索小丘（英: axon hillock）に収束し、そこで神経細胞応答を決定するために総和される。刺激の合計が閾電位と呼ばれる特定の電圧に達すれば、軸索小丘から軸索の下流に向かって脱分極が続く。

### 応答
軸索小丘から軸索終末（英: axon terminal）に向かう脱分極のサージ（急増）を活動電位（英: action potential）という。活動電位は軸索末端に到達し、そこで活動電位が引き金となって神経細胞からの神経伝達物質を放出する。軸索から放出された神経伝達物質は、他の神経細胞や筋細胞のような他の細胞を刺激し続ける。活動電位が神経細胞の軸索を伝わった後、次の活動電位が軸索を伝わる前に、軸索の静止膜電位が回復しなければならない。これは神経細胞の回復期間として知られており、その間、神経細胞は次の活動電位を伝達することができない。

### 眼球の桿体細胞
細胞内での脱分極の重要性と多様性は、眼球の桿体細胞（かんたいさいぼう）とそれに関連する神経細胞との関係に見ることができる。桿体細胞は暗闇にいると脱分極する。脱分極状態にある桿体細胞の電圧が高いため、この脱分極は開いたままのイオンチャネルによって維持される。このイオンチャネルは、カルシウムとナトリウムが細胞内へ自由に通過できるようにし、脱分極状態を維持する。脱分極状態にある桿体細胞は常に神経伝達物質を放出し、それが桿体細胞に関連する神経を刺激する。桿体細胞が光を吸収すると、このサイクルが崩れる。桿体細胞による光の吸収によって、ナトリウムとカルシウムの桿体細胞への侵入を促進していたチャネルが閉じる。これらのチャネルが閉じると、桿体細胞は神経伝達物質の産生を減らし、脳は光の増加としてこれを認識するようになる。したがって、桿体細胞とそれに関連する神経細胞の場合、脱分極は信号の伝達を促進するのとは対照的に、実際に信号が脳に到達するのを抑制する。

## 血管内皮
内皮は、血管やリンパ管の内側を覆っている単純な扁平上皮細胞の薄い層である。血管を覆う内皮は血管内皮と呼ばれ、心血管系からの血流と血圧の力を受け、それに耐えなければならない。このような心血管系の力に耐えるためには、内皮細胞は循環の力に耐えることができる構造を持つと同時に、その構造の強度にある程度の可塑性を保たなければならない。血管内皮の構造強度におけるこの可塑性は、心血管系全体の機能にとって不可欠である。血管内皮細胞は、その構造の強度を変化させることで、血管の緊張を維持し、血管硬化を防ぎ、さらには心血管系内の血圧を調節するのにも役立っている。内皮細胞は、脱分極を利用して構造強度を変化させることで、こうした違業を成し遂げている。内皮細胞が脱分極すると、これらの細胞を構造的に支えている線維ネットワークが変化し、細胞の剛性と構造強度が著しく低下する。血管内皮における脱分極は、内皮細胞の構造的完全性だけでなく、血管内皮が血管緊張を調節し、血管硬化を防止し、血圧調節を補助する能力にとっても不可欠である。

## 心臓

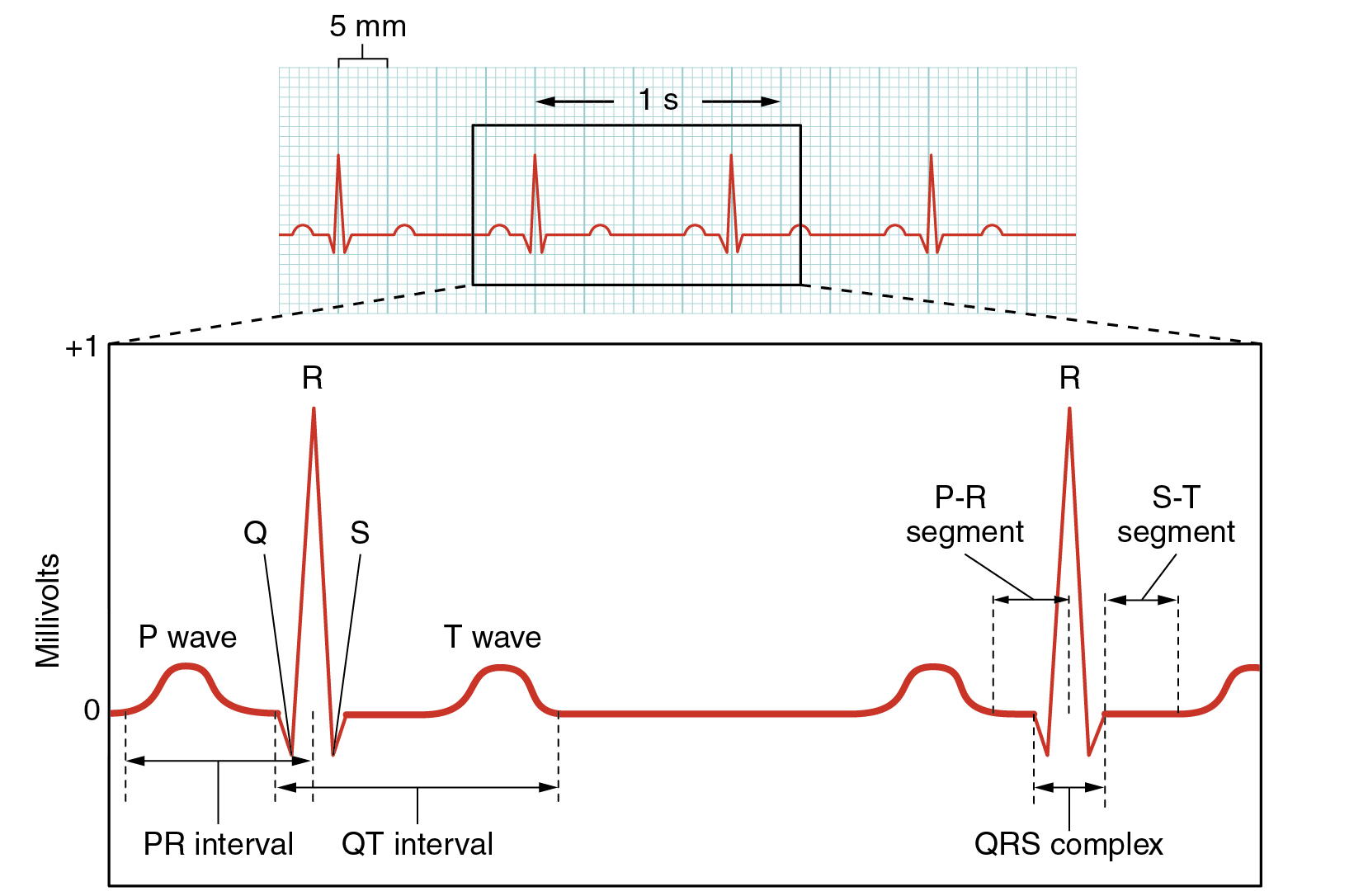
心電図。正常な心電図はP波、QRS群、T波を示す。PR間隔、QT間隔、QRS間隔、ST間隔、P-R部分、S-T部分も示されている。

脱分極は心臓の4つの心腔で起こる。はじめに両心房で、次に両心室で起こる。
1. 右心房の壁にある洞房結節（SA）が右心房と左心房の脱分極を開始し、心電図上のP波に対応する収縮を引き起こす。
2. SA結節は脱分極波を房室結節（VA）に送り、房室結節は心房の収縮が終わるまで約100 ms遅らせて、QRS波に見られるように両心室の収縮を引き起こす。同時に心房は再分極し、弛緩する。
3. 心室はT波で再分極し、弛緩する。

心臓に問題がない限り、この過程は規則正しく続く。

## 脱分極性遮断薬
脱分極性遮断薬（英: depolarization blocking agents）と呼ばれる薬物があり、脱分極に関与するチャネルを開いて閉じないようにし、再分極を防ぐことで、長時間の脱分極を引き起こす。例として、ニコチン作動薬、スキサメトニウム、デカメトニウムがある。

## 推薦文献
- Purves D, Augustine GJ, Fitzpatrick D, et al.『Neuroscience』（2.版）Sinauer Associates、Sunderland (MA)、2001年。ISBN 978-0-87893-742-4。（英語）